# Pražský mezinárodní maraton

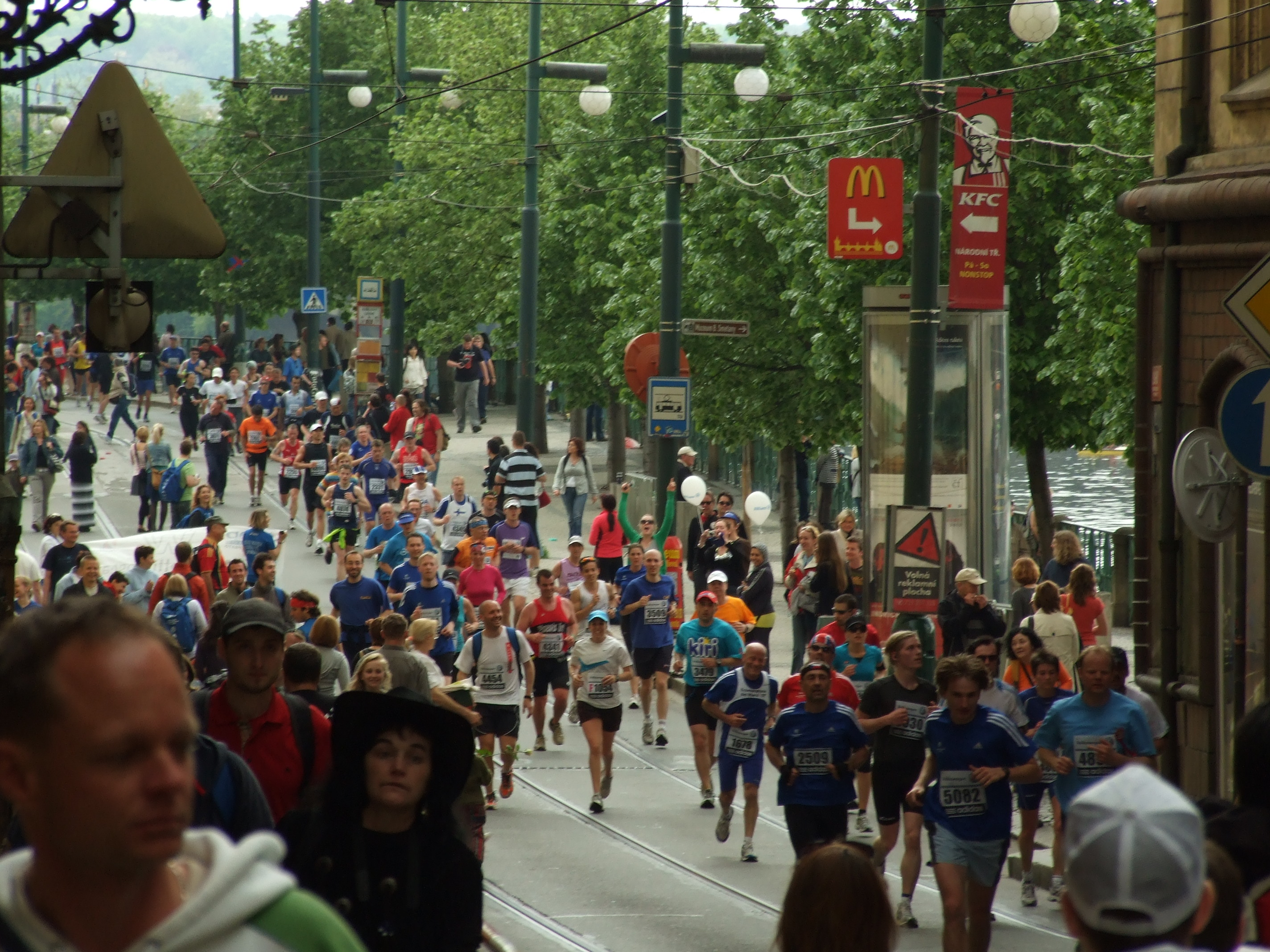
Běžci probíhají ke Karlovu mostu od Smetanova nábřeží, PIM 2010

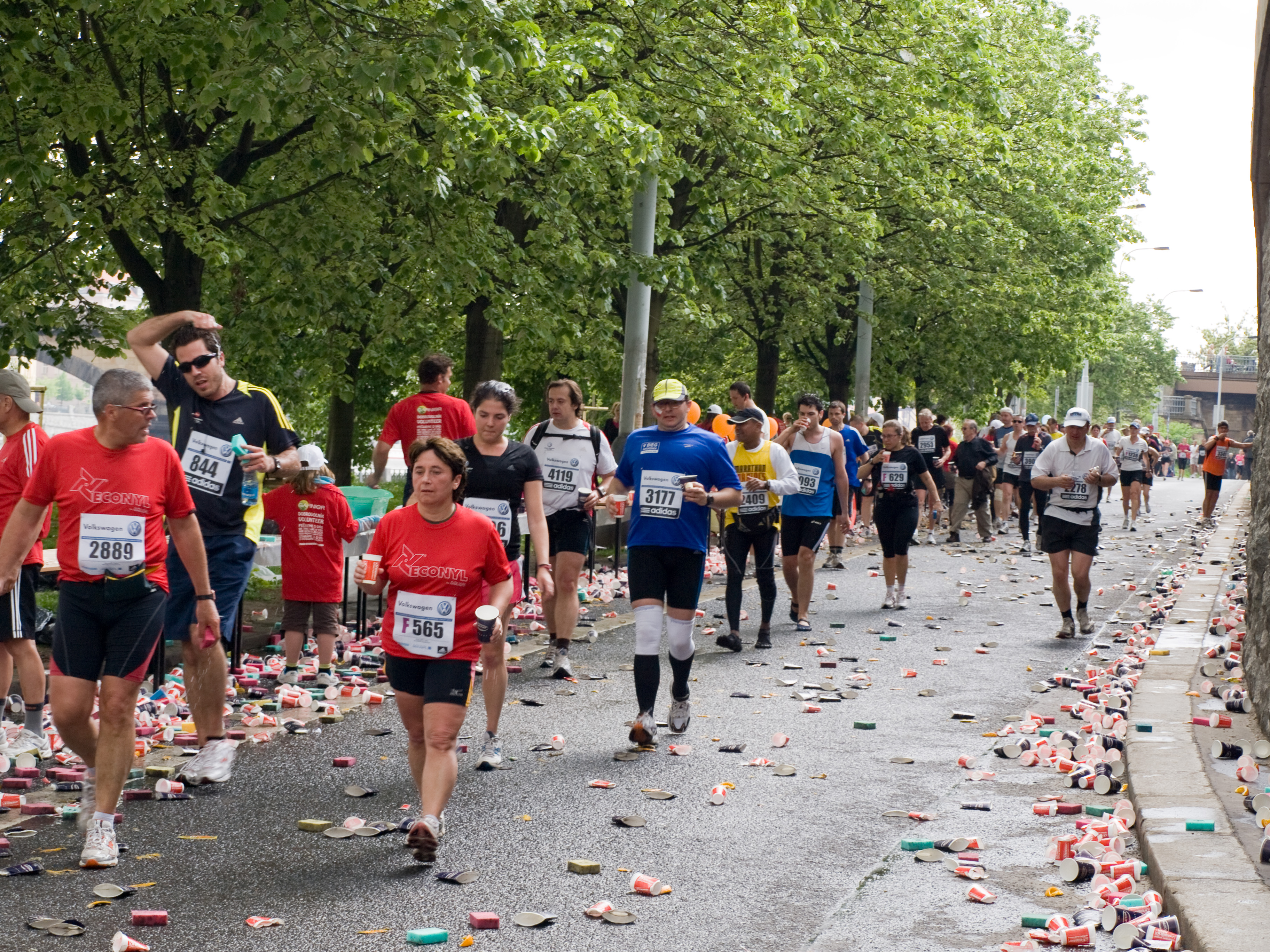
Závodníci u občerstvovací stanice v Nábřežní ulici, PIM 2010

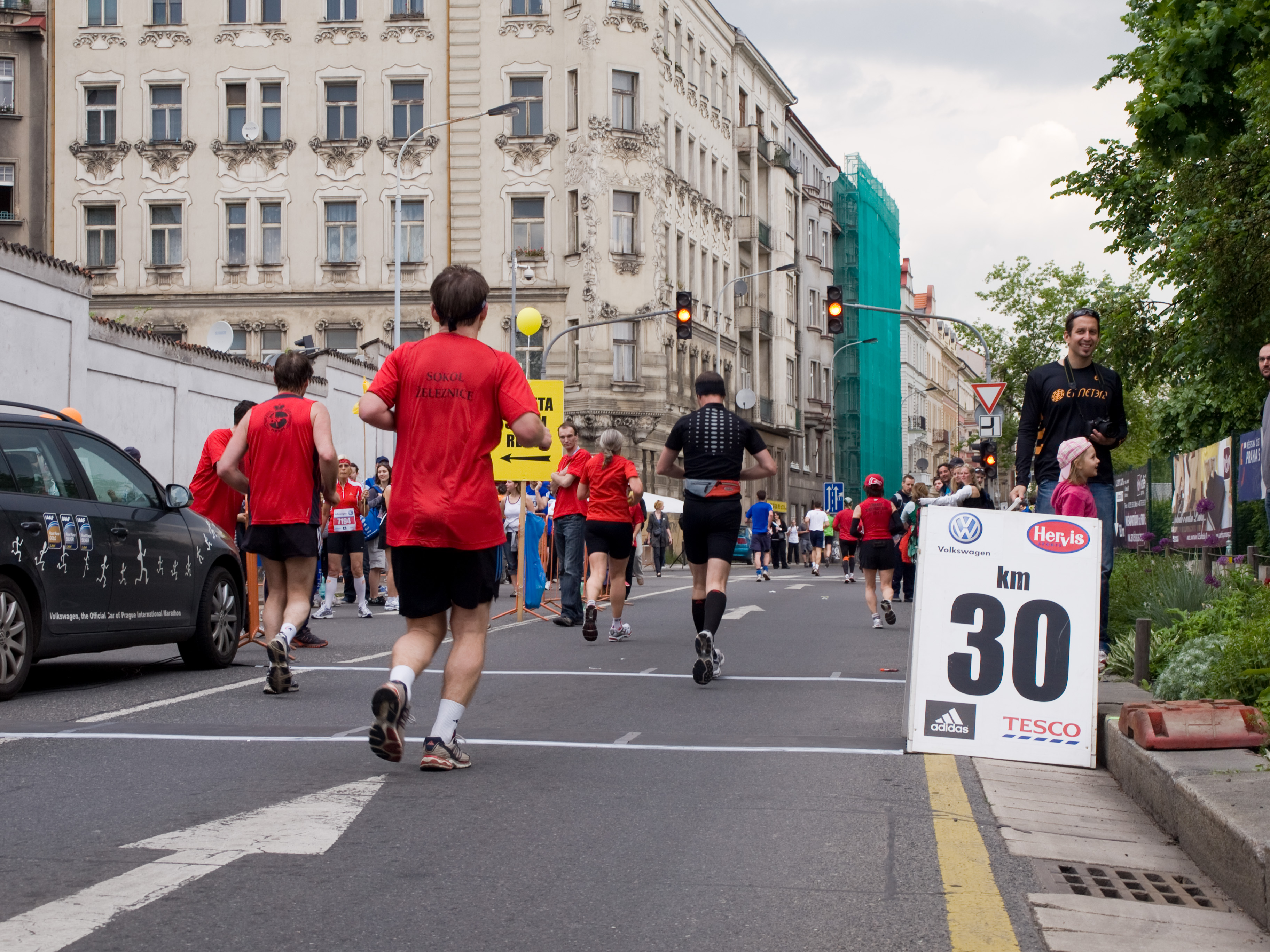
Závodníci probíhající třicátým kilometrem, PIM 2010

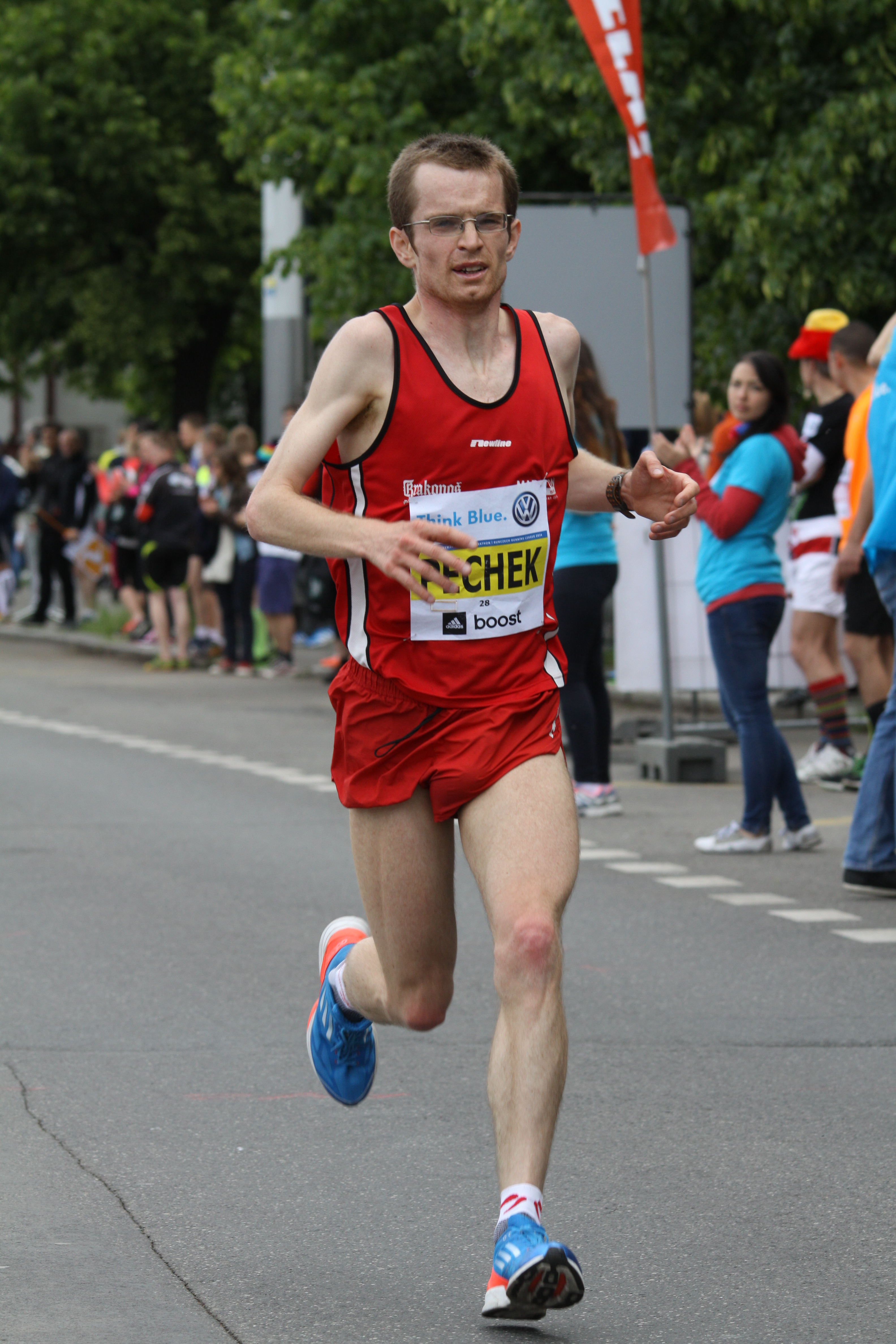
V roce 2014 vyhrál z českých běžců maraton Petr Pechek

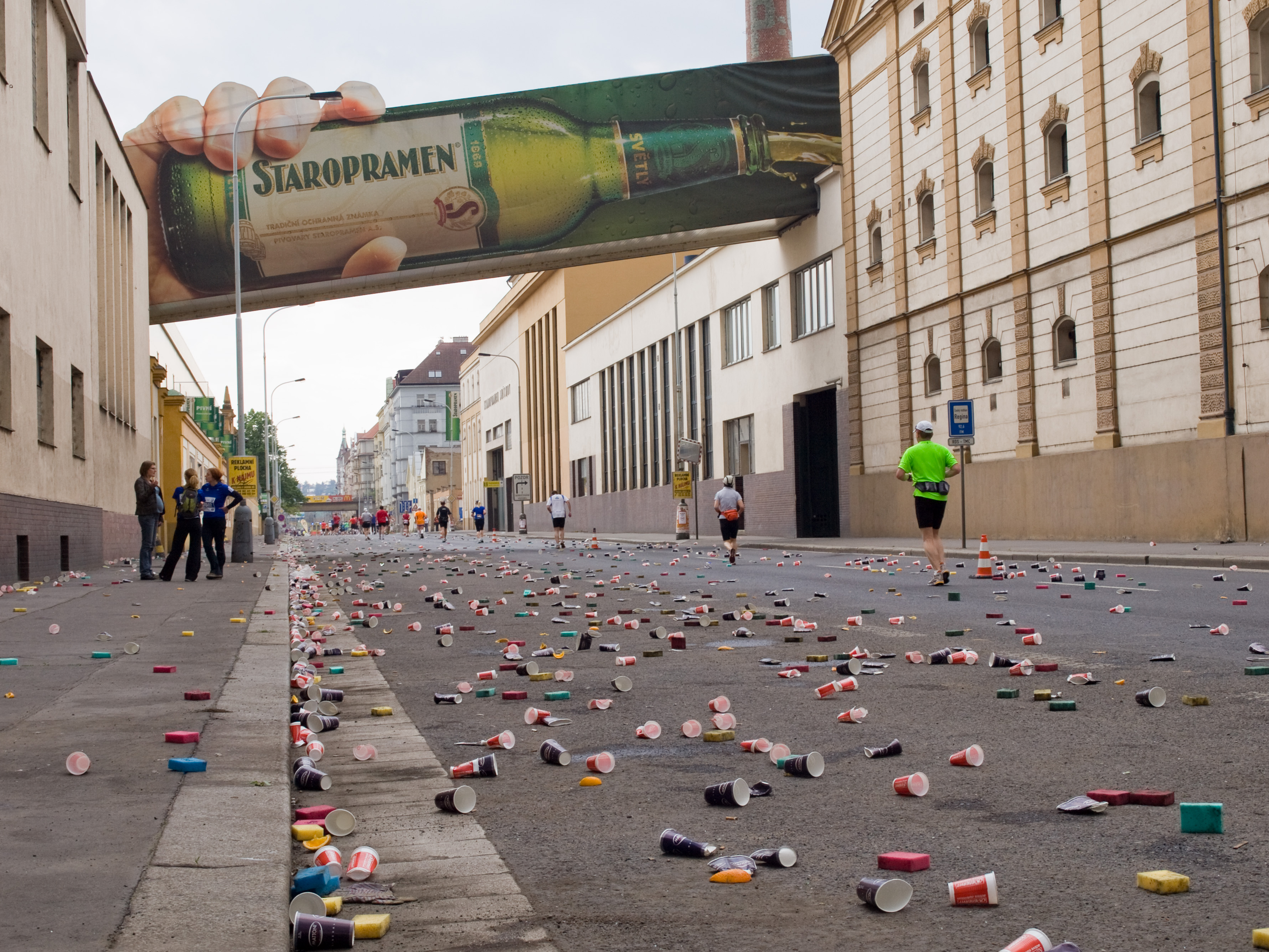
Pohozené kelímky v ulici Svornosti na Smíchově, PIM 2010

Pražský mezinárodní maraton, známý pod anglickou zkratkou PIM (Prague International Marathon), sponzorským názvem Volkswagen Maraton Praha, je maratonský závod založený v roce 1995. Je pořádaný v ulicích Prahy každoročně v květnu. I přes svou krátkou historii se závod zařadil mezi nejprestižnější svého druhu na světě a Mezinárodní atletickou federací (IAAF) mu byla v roce 2010 udělena zlatá známka, kterou drží 17 nejkvalitnějších městských maratonů. Je považován za nejvíce mezinárodní maraton, neboť se ho účastní zpravidla kolem dvou třetin závodníků za zahraničí. V rámci maratonu se již několik let pořádá Mistrovství ČR v maratonu pro registrované běžce. Trať vede většinou středem města.
Součástí maratonského víkendu je i řada doprovodných běhů pro širší veřejnost. Od roku 1999 se počátkem jara (na rozhraní března a dubna) v rámci běžeckého seriálu PIM pořádá také Pražský půlmaraton a v září Grand Prix na 10 km (již od roku 1996).
Mužem, který od počátku za pořádáním tohoto maratonu i jiných dálkových běhů v Česku stojí, je Ital Carlo Capalbo.
Traťové rekordy drží:
- Muži – Alexander Mutiso (Keňa) – 2.05:09 (2023)
- Ženy – Lonah Salpeterová (Izrael) – 2.19:46 (2019)

## Přehled vítězů
Následující tabulka ukazuje vítěze (muži a ženy) maratonského běhu:
| Poř. | Rok       | Čas                                                             | Vítěz (muži)                                                    | Čas                                                             | Vítěz (ženy)                                                    |
| ---- | --------- | --------------------------------------------------------------- | --------------------------------------------------------------- | --------------------------------------------------------------- | --------------------------------------------------------------- |
| 1.   | 1995      | 2:12:44                                                         | Tumo Turbo (Etiopie)                                            | 2:39:33                                                         | Svetlana Tkač (Ukrajina)                                        |
| 2.   | 1996      | 2:12:21                                                         | William Musyoki (Keňa)                                          | 2:37:33                                                         | Jelena Vinickaja (Bělorusko)                                    |
| 3.   | 1997      | 2:09:07                                                         | John Kagwe (Keňa)                                               | 2:32:58                                                         | Jelena Vinickaja (Bělorusko)                                    |
| 4.   | 1998      | 2:08:52                                                         | Elijah Lagat (Keňa)                                             | 2:34:25                                                         | Jelena Vinickaja (Bělorusko)                                    |
| 5.   | 1999      | 2:11:19                                                         | Eliud Keiring (Keňa)                                            | 2:28:33                                                         | Franca Fiacconi (Itálie)                                        |
| 6.   | 2000      | 2:10:35                                                         | Simon Chemoiywo (Keňa)                                          | 2:27:42                                                         | Alina Ivanovová (Rusko)                                         |
| 7.   | 2001      | 2:10:14                                                         | Andrew Sambu (Tanzanie)                                         | 2:26:33                                                         | Maura Viceconte (Itálie)                                        |
| 8.   | 2002      | 2:11:41                                                         | Henry Tarus (Keňa)                                              | 2:32:24                                                         | Alvetina Ivanova (Rusko)                                        |
| 9.   | 2003      | 2:11:56                                                         | Willy Cheruiyot (Keňa)                                          | 2:31:10                                                         | Anna Jelagat Kibor (Keňa)                                       |
| 10.  | 2004      | 2:12:15                                                         | Barnabas Koech (Keňa)                                           | 2:31:48                                                         | Leila Aman (Etiopie)                                            |
| 11.  | 2005      | 2:10:42                                                         | Steven Matabo Cheptot (Keňa)                                    | 2:28:42                                                         | Salina Jebet Kosgei (Keňa)                                      |
| 12.  | 2006      | 2:11:11                                                         | Hassan Mubarak Shami (Katar)                                    | 2:29:20                                                         | Alina Ivanovová (Rusko)                                         |
| 13.  | 2007      | 2:11:49                                                         | Ornelas Helder (Portugalsko)                                    | 2:33:10                                                         | Nailja Julamanovová (Rusko)                                     |
| 14.  | 2008      | 2:11:06                                                         | Kenneth Mungara (Keňa)                                          | 2:31:43                                                         | Nailja Julamanovová (Rusko)                                     |
| 15.  | 2009      | 2:07:48                                                         | Patrick Ivuti (Keňa)                                            | 2:28:27                                                         | Olga Gloková (Rusko)                                            |
| 16.  | 2010      | 2:05:39                                                         | Eliud Kiptanui (Keňa)                                           | 2:25:29                                                         | Helena Kipropová (Keňa)                                         |
| 17.  | 2011      | 2:07:06                                                         | Benson Barus (Keňa)                                             | 2:22:34                                                         | Lydia Cheromeiová (Keňa)                                        |
| 18.  | 2012      | 2:06:25                                                         | Deressa Chimsa (Etiopie)                                        | 2:25:40                                                         | Agnes Kipropová (Keňa)                                          |
| 19.  | 2013      | 2:08:51                                                         | Nicholas Kemboi (Katar)                                         | 2:27:00                                                         | Caroline Rotichová (Keňa)                                       |
| 20.  | 2014      | 2:08:07                                                         | Patrick Terer (Keňa)                                            | 2:23:34                                                         | Firehiwot Dadová (Etiopie)                                      |
| 21.  | 2015      | 2:08:32                                                         | Felix Kandie (Keňa)                                             | 2:23:49                                                         | Yebrgual Meleseová (Etiopie)                                    |
| 22.  | 2016      | 2:07:24                                                         | Lawrence Cherono (Keňa)                                         | 2:24:46                                                         | Lucy Karimiová (Keňa)                                           |
| 23.  | 2017      | 2:08:47                                                         | Gebretsadik Abraha (Etiopie)                                    | 2:21:58                                                         | Valary Aiyabeyová (Keňa)                                        |
| 24.  | 2018      | 2:06:09                                                         | Galen Rupp (USA)                                                | 2:24:19                                                         | Bornes Jepkirui Kiturová (Keňa)                                 |
| 25.  | 2019      | 2:05:58                                                         | Mahdžúb Dazza (Maroko)                                          | 2:19:46                                                         | Lonah Salpeterová (Izrael)                                      |
|      | 2020-2021 | Tyto ročníky byly zrušeny kvůli opatření proti nemoci covid-19. | Tyto ročníky byly zrušeny kvůli opatření proti nemoci covid-19. | Tyto ročníky byly zrušeny kvůli opatření proti nemoci covid-19. | Tyto ročníky byly zrušeny kvůli opatření proti nemoci covid-19. |
| 26.  | 2022      | 2:07:54                                                         | Norbert Kigen (Keňa)                                            | 2:22:56                                                         | Bekelech Borecha (Etiopie)                                      |
| 27.  | 2023      | 2:05:09                                                         | Alexander Mutiso (Keňa)                                         | 2:20:42                                                         | Workenesh Edesa (Etiopie)                                       |

## Pořadí vítězných zemí
| Pořadí | Země        | Vítězů | Muži | Ženy |
| ------ | ----------- | ------ | ---- | ---- |
| 1.     | Keňa        | 27     | 18   | 9    |
| 2.     | Etiopie     | 8      | 3    | 5    |
| 2.     | Rusko       | 6      | 0    | 6    |
| 4.     | Bělorusko   | 3      | 0    | 3    |
| 5.     | Itálie      | 2      | 0    | 2    |
| 5.     | Katar       | 2      | 2    | 0    |
| 11.    | Portugalsko | 1      | 1    | 0    |
| 11.    | Tanzanie    | 1      | 1    | 0    |
| 11.    | Ukrajina    | 1      | 0    | 1    |
| 11.    | USA         | 1      | 1    | 0    |
| 11.    | Maroko      | 1      | 1    | 0    |
| 11.    | Izrael      | 1      | 0    | 1    |